# Dan Cooper (historieta)
Dan Cooper conocido también (en francés) por Les Aventures de Dan Cooper, es una serie de historieta franco-belga creada en 1954 por Albert Weinberg (guionista y dibujante) para la revista Tintín.

## Trayectoria editorial
Apareció por primera vez en el número 46 de la versión belga de la revista y en el 323 de la francesa.
En España, se publicó la aventura Acróbatas en el espacio en los números 18 a 38 de "Gaceta Junior", mientras que en Chile apareció en la revista "Mampato".
Aparecía también en la revista argentina "Billiken" en forma seriada, de a dos páginas en cada ejemplar.

## Argumento
El héroe canadiense Dan Cooper es el arquetipo del piloto de caza heroico, valiente y justo, que vive aventuras aéreas a los mandos de los más diversos aparatos: aviones de caza (Lockheed F-104 Starfighter), prototipos futuristas, naves espaciales imaginarias o reales, tales como cápsulas de los proyectos Mercury, Gemini y Apolo.